# Roning under sommer-OL 1932
Roning var med på det olympiske program for ottende gang under 1932 i Los Angeles. Der blev konkurreret i syv rodiscipliner, alle for mænd. Hjemmenationen USA blev bedste nation med tre guldmedaljer.

## Medaljer
| Roning under sommer-OL 1932 Los Angeles | Roning under sommer-OL 1932 Los Angeles | Roning under sommer-OL 1932 Los Angeles | Roning under sommer-OL 1932 Los Angeles | Roning under sommer-OL 1932 Los Angeles | Roning under sommer-OL 1932 Los Angeles |
| --------------------------------------- | --------------------------------------- | --------------------------------------- | --------------------------------------- | --------------------------------------- | --------------------------------------- |
| Nr.                                     | Land                                    | Guld                                    | Sølv                                    | Bronze                                  | Totalt                                  |
| 1.                                      | USA (USA)                               | 3                                       | 1                                       | 0                                       | 4                                       |
| 2.                                      | Storbritannien (GBR)                    | 2                                       | 0                                       | 0                                       | 2                                       |
| 3.                                      | Tyskland (GER)                          | 1                                       | 2                                       | 0                                       | 3                                       |
| 4.                                      | Australien (AUS)                        | 1                                       | 0                                       | 0                                       | 1                                       |
| 5.                                      | Italien (ITA)                           | 0                                       | 2                                       | 1                                       | 3                                       |
| 6.                                      | Polen (POL)                             | 0                                       | 1                                       | 2                                       | 3                                       |
| 7.                                      | New Zealand (NZL)                       | 0                                       | 1                                       | 0                                       | 1                                       |
| 8.                                      | Canada (CAN)                            | 0                                       | 0                                       | 2                                       | 2                                       |
| 9.                                      | Frankrig (FRA)                          | 0                                       | 0                                       | 1                                       | 1                                       |
| 9.                                      | Uruguay (URU)                           | 0                                       | 0                                       | 1                                       | 1                                       |
| Totalt                                  | Totalt                                  | 7                                       | 7                                       | 7                                       | 21                                      |

## Singelsculler
| Plads | Land | Roer              | Tid        |
| ----- | ---- | ----------------- | ---------- |
| 1.    | AUS  | Henry Pearce      | 7.44,4 min |
| 2.    | USA  | William Miller    | 7.45,2 min |
| 3.    | URU  | Guillermo Douglas | 8.13,6 min |

## Dobbeltsculler
| Plads | Land | Roer                            | Tid        |
| ----- | ---- | ------------------------------- | ---------- |
| 1.    | USA  | William Gilmore Kenneth Myers   | 7.17,4 min |
| 2.    | GER  | Herbert Buhtz Gerhard Boetzelen | 7.22,8 min |
| 3.    | CAN  | Charles Pratt Noël de Mille     | 7.27,6 min |

## Toer uden styrmand
| Plads | Land | Roere                                  | Tid        |
| ----- | ---- | -------------------------------------- | ---------- |
| 1.    | GBR  | Lewis Clive Hugh Edwards               | 8.00,0 min |
| 2.    | NZL  | Cyril Stiles Frederick Thompson        | 8.02,4 min |
| 3.    | POL  | Henryk Budziński Jan Krenz-Mikołajczak | 8.08,2 min |

## Toer med styrmand
| Plads | Land | Roere                                           | Tid        |
| ----- | ---- | ----------------------------------------------- | ---------- |
| 1.    | USA  | Joseph Schauers Charles Kieffer Edward Jennings | 8.25,8 min |
| 2.    | POL  | Jerzy Braun Janusz Ślązak Jerzy Skolimowski     | 8.31,2 min |
| 3.    | FRA  | Anselme Brusa André Giriat Pierre Brunet        | 8.41,2 min |

## Firer uden styrmand
| Plads | Land | Roere                                                                         | Tid        |
| ----- | ---- | ----------------------------------------------------------------------------- | ---------- |
| 1.    | GBR  | John Badcock Hugh Edwards Jack Beresford Rowland George                       | 6.58,2 min |
| 2.    | GER  | Karl Aletter Ernst Gaber Walter Flinsch Hans Maier                            | 7.03,0 min |
| 3.    | ITA  | Antonio Ghiardello Francesco Cossu Giliante D'Este Antonio Garzoni Provenzani | 7.04,0 min |

## Firer med styrmand
| Plads | Land | Roere                                                                         | Tid        |
| ----- | ---- | ----------------------------------------------------------------------------- | ---------- |
| 1.    | GER  | Hans Eller Horst Hoeck Walter Meyer Joachim Spremberg Carlheinz Neumann       | 7.19,0 min |
| 2.    | ITA  | Bruno Vattovaz Giovanni Plazzer Riccardo Divora Bruno Parovel Giovanni Scher  | 7.19,2 min |
| 3.    | POL  | Jerzy Braun Janusz Ślązak Stanisław Urban Edward Kobyliński Jerzy Skolimowski | 7.26,8 min |

## Otter
| Plads | Land | Roere | Tid        |
| ----- | ---- | --- | ---------- |
| 1.    | USA  | Edwin Salisbury, James Blair, Duncan Gregg, David Dunlap, Burton Jastram, Charles Chandler, Harold Tower, Winslow Hall, Norris Graham               | 6.37,6 min |
| 2.    | ITA  | Vittorio Cioni, Mario Balleri, Renato Bracci, Dino Barsotti, Roberto Vestrini, Guglielmo del Bimbo, Enrico Garzelli, Renato Barbieri, Cesare Milani | 6:37,8 min |
| 3.    | CAN  | Earl Eastwood, Joseph Harris, Stanley Stanyar, Harry Fry, Cedric Liddell, William Thoburn, Donald Boal, Albert Taylor, George MacDonald             | 6.40,4 min |